# Tawisuplebis Moedani (stacja metra)
Tawisuplebis Moedani – stacja tbiliskiego metra należąca do linii Gldani-Warketili. Stacja jest zlokalizowana na Placu Wolności, w południowej części Alei Rustawelego. Została otwarta 6 listopada 1967.

## Galeria

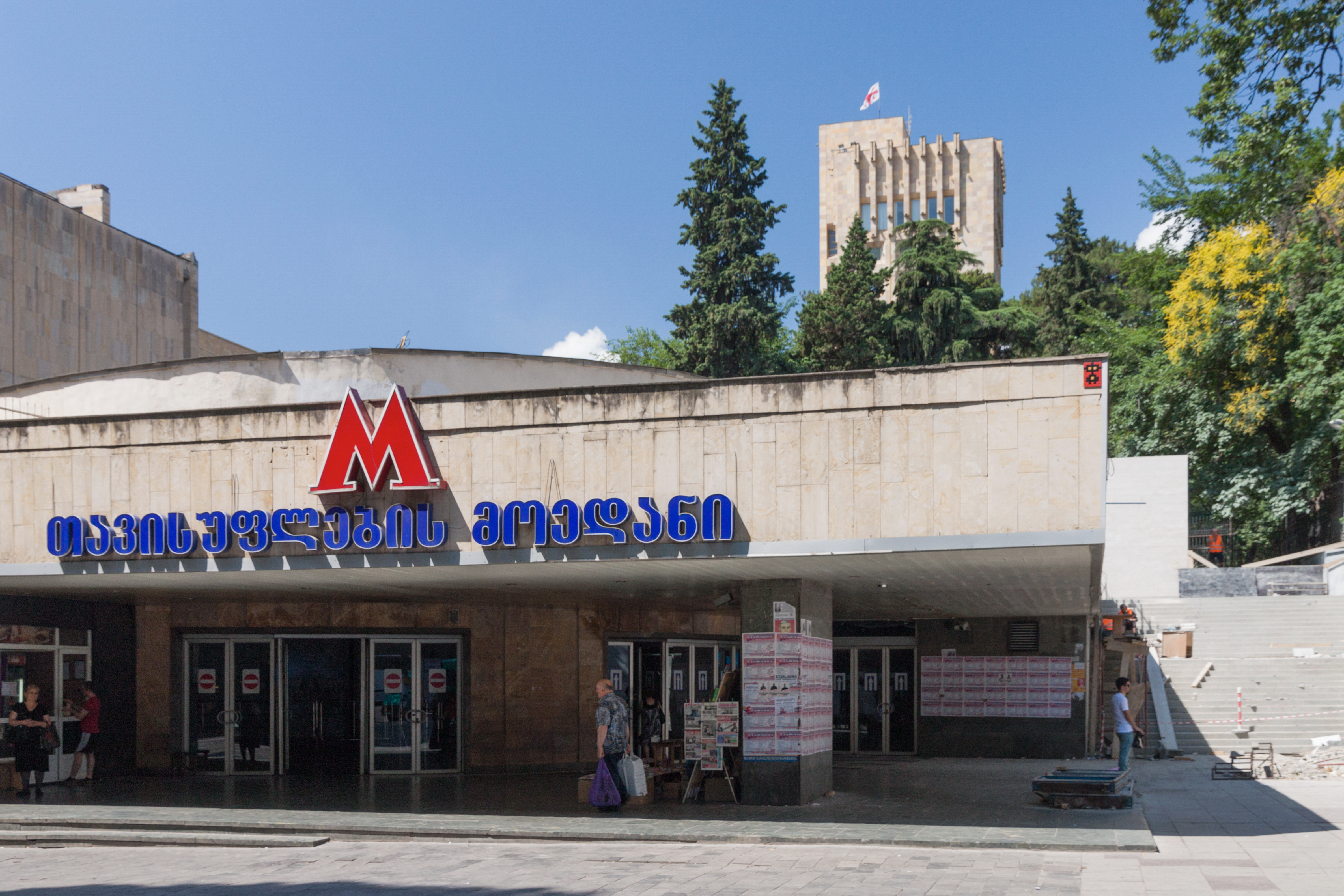
Wejście na stację przed renowacją.
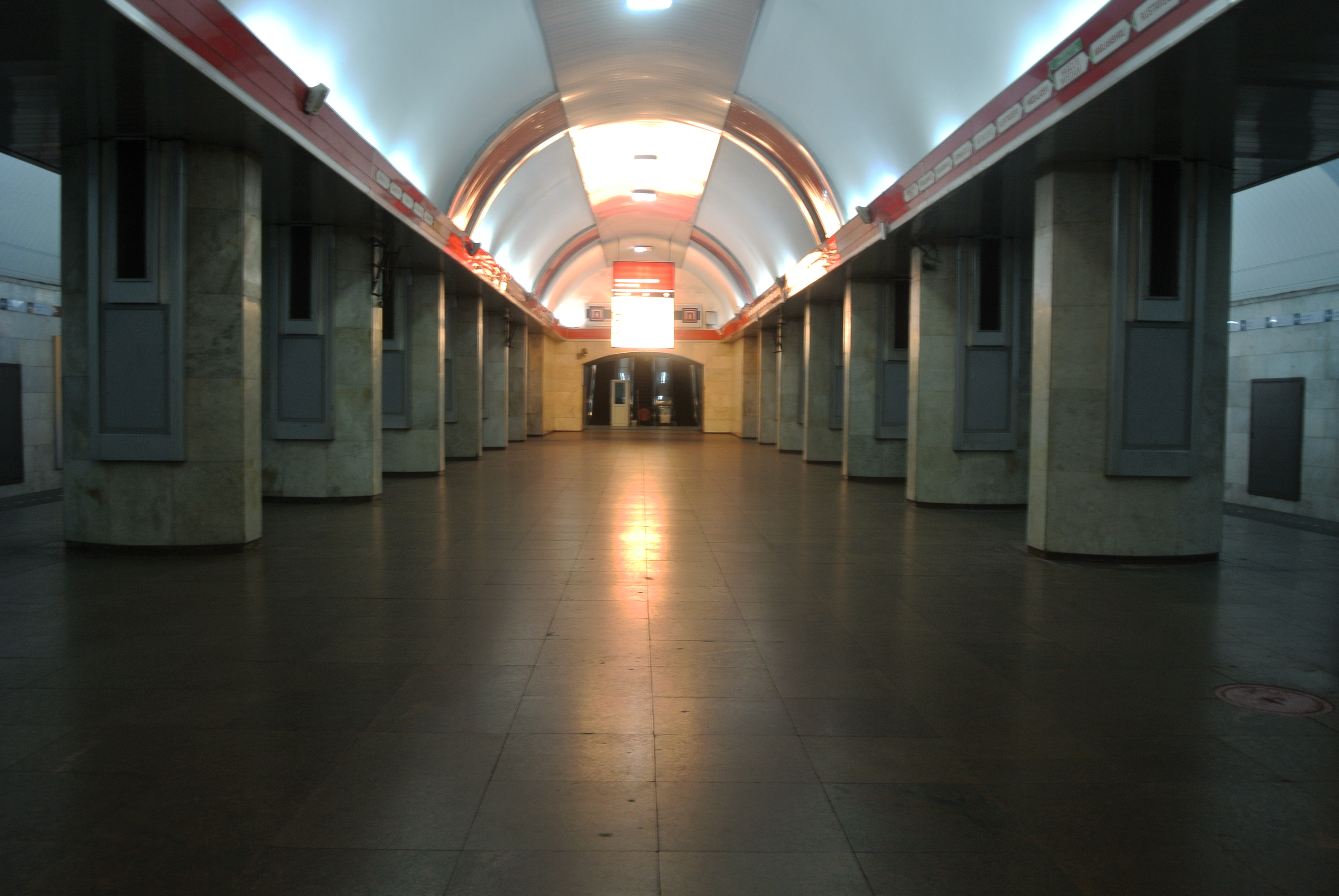
Peron stacji.
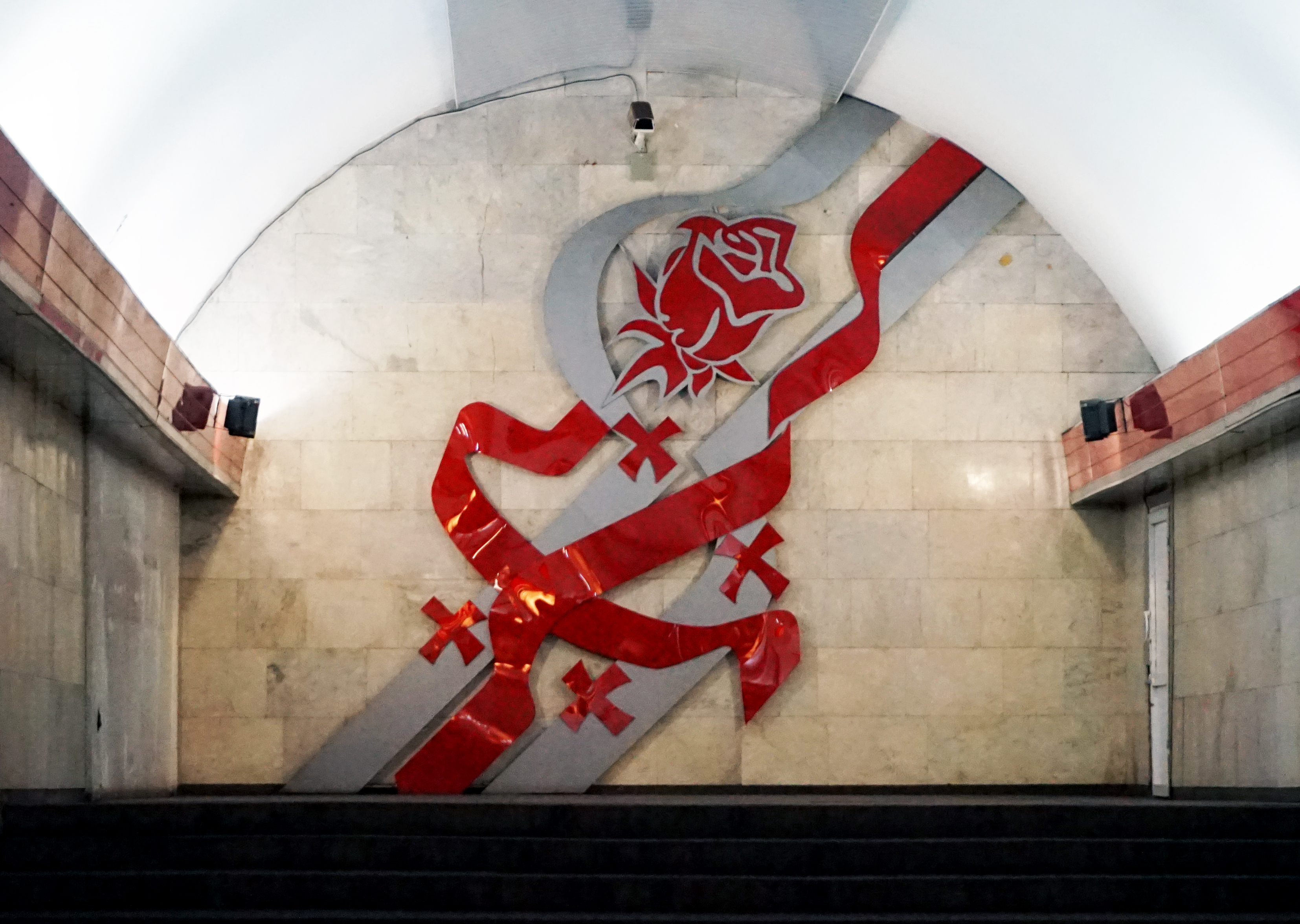
Symbole Gruzji na terenie stacji.